# Ivo Andrić

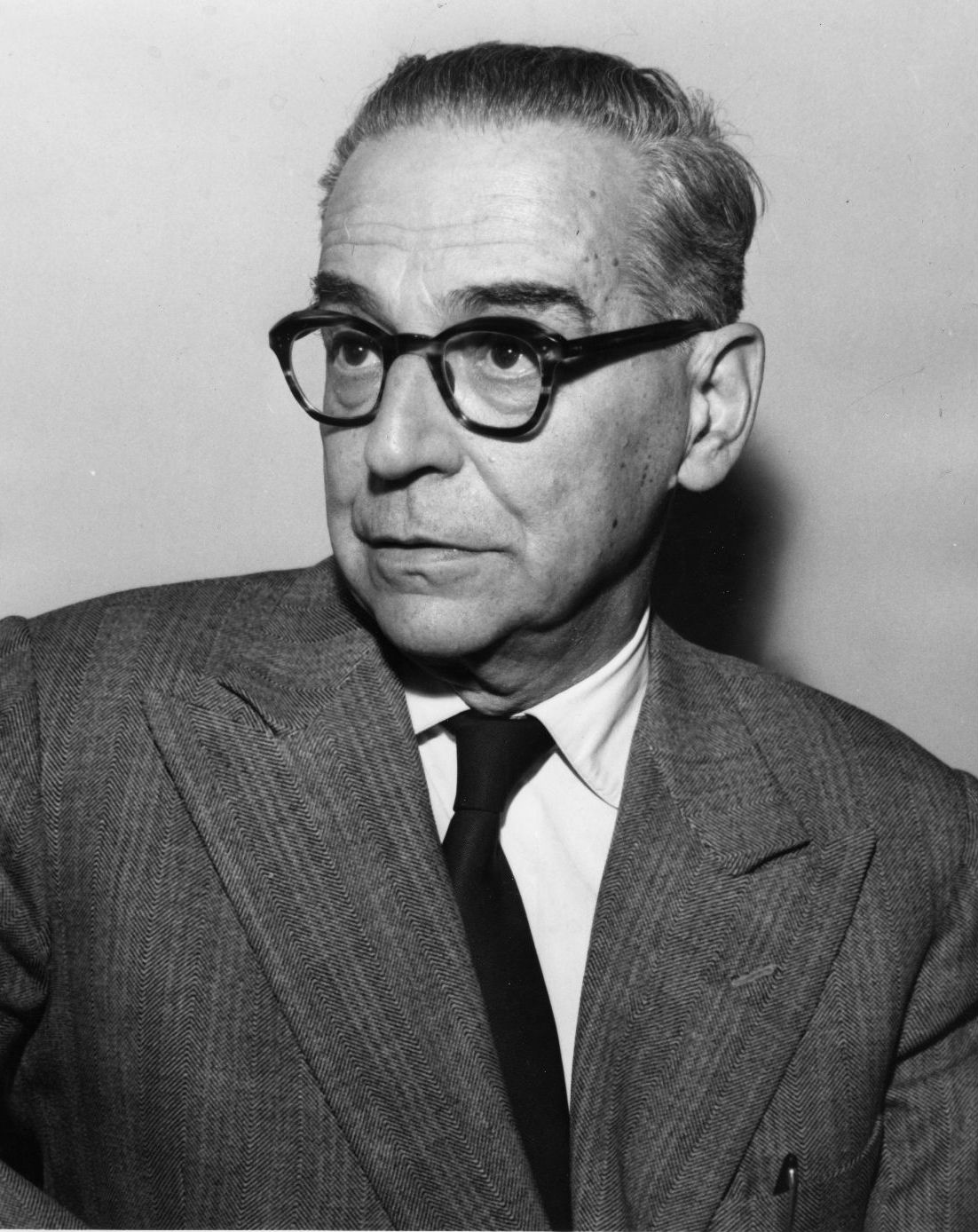
Ivo Andrić (1961)

Ivo Andrić (serbokroatisch-kyrillisch Иво Андрић, Taufname Ivan Andrić; * 9. Oktober 1892 in Dolac bei Travnik; † 13. März 1975 in Belgrad) war ein jugoslawischer Schriftsteller, Diplomat, Politiker und Literaturnobelpreisträger.

## Leben
Andrić stammte aus einer kroatischen katholischen Handwerkerfamilie mit Vater Antun und Mutter Katarina (geb. Pejić), die in Sarajevo im damals von Österreich-Ungarn okkupierten Bosnien beheimatet war. Während eines Besuchs seiner Mutter bei Verwandten in Dolac wurde er geboren und am selben Tag getauft. Andrić war zwei Jahre alt, als sein Vater an Tuberkulose starb. Seine Mutter konnte ihn nicht ernähren, daher wuchs er bei der Schwester seines Vaters Ana und deren Ehemann Ivan Matkovščik in Višegrad auf.
Nach der Volksschule (osnovna škola) in Višegrad absolvierte er das Gymnasium (srednja škola) in Sarajevo. Ab 1912 studierte er, mit durch den Ersten Weltkrieg bedingten Unterbrechungen, Philosophie, Slawistik und Geschichte in Zagreb, Wien, Krakau und Graz. Dafür erhielt er ein Stipendium des Napredak (Fortschritt) der Kulturgesellschaft der Kroaten in Bosnien und Herzegowina. Die Studien setzte er von 1913 bis 1914 in Wien und Krakau fort. Zum Tode des kroatischen Schriftstellers Antun Gustav Matoš hielt Ivo Andric eine Rede im Wiener Klub der kroatischen Studenten. Zu Beginn des Ersten Weltkrieges wurde er als Mitglied der revolutionären Organisation Mlada Bosna und, weil er einem in das Attentat von Sarajevo Verwickelten Unterschlupf gewährt hatte, von den österreichisch-ungarischen Behörden gesucht und in Split verhaftet. Dort verbrachte er ein Jahr im Gefängnis. Andrić wurde anschließend nach Ovčarevo bei Travnik und Zenica verbannt, bis er 1917 amnestiert wurde. Er ging nach Zagreb in ärztliche Behandlung und gründete dort die literarische Zeitschrift Književni jug (Literarischer Süden, 1918).

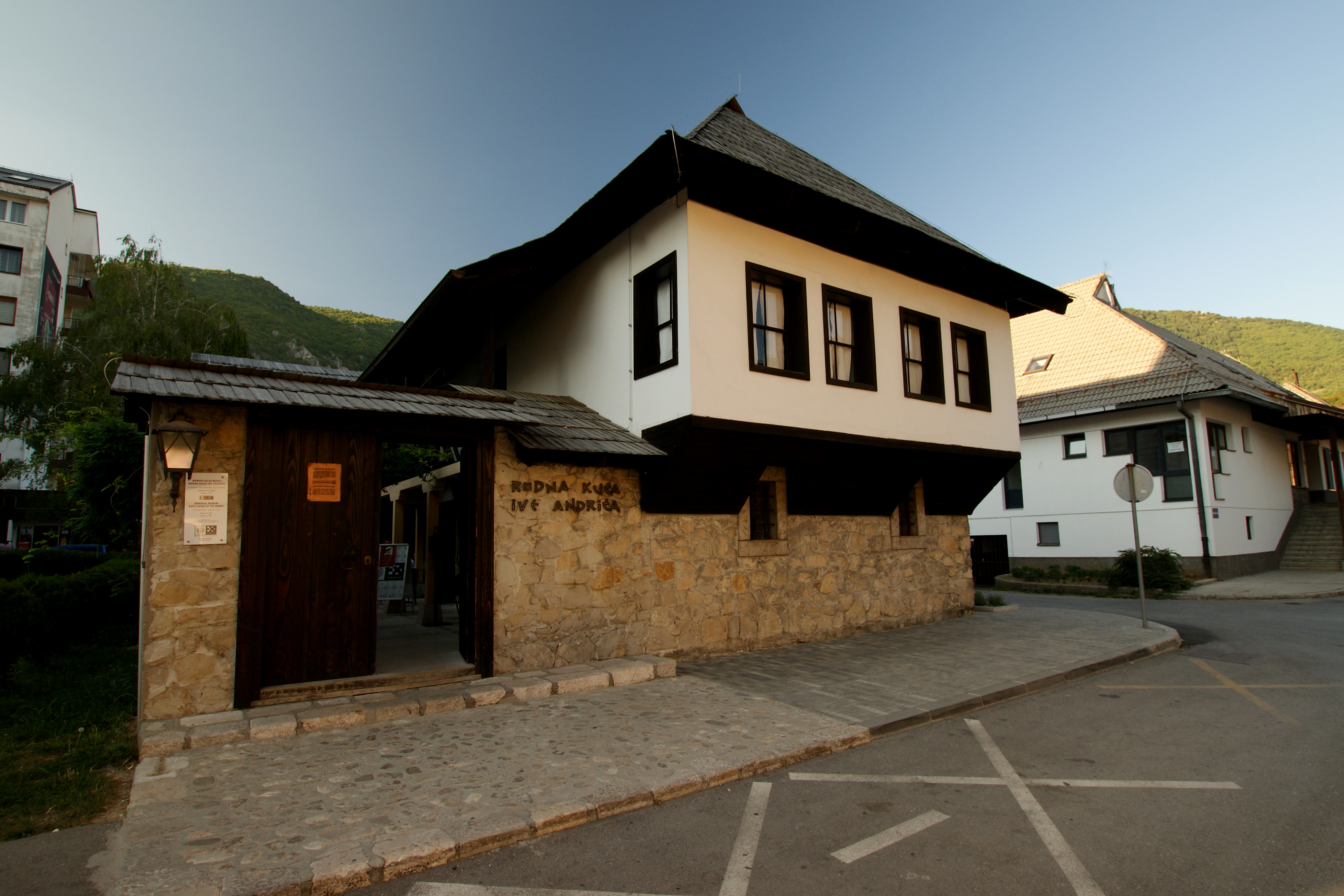
Geburtshaus in Travnik

Nach dem Ersten Weltkrieg arbeitete er im Zagreber Nationalrat mit, dessen Deklaration der Union von Serbien, Kroatien und Slowenien zum Staat der Slowenen, Kroaten und Serben führte, dem späteren Königreich der Serben, Kroaten und Slowenen bzw. Königreich Jugoslawien. 1919 ging er nach Belgrad und trat im Februar 1920 ins dortige Außenministerium ein. Zwischen 1920 und 1923 war er in den Konsulaten im Vatikan, Bukarest, Triest und Graz tätig.
1924 wurde er an der Karl-Franzens-Universität Graz mit einer Arbeit über „Die Entwicklung des geistigen Lebens in Bosnien unter der Einwirkung der türkischen Herrschaft“ promoviert. Er hatte promoviert, da ab Juli 1923 ein abgeschlossenes Studium Voraussetzung war für eine Beschäftigung im höheren diplomatischen Dienst. Im November 1926 wird er an das Generalkonsulat nach Marseille versetzt, ab Januar 1928 nach Paris. Ende April geht es weiter an die Botschaft in Madrid von dort im August 1929 nach Brüssel, mittlerweile als stellvertretender Leiter der Gesandtschaft. Ab März 1930 ist er drei Jahre lang Erster Sekretär und Geschäftsträger der Ständigen Delegation Jugoslawiens beim Völkerbund in Genf.
Im März 1933 wird Ivo Andrić nach Belgrad ins Außenministerium zurückberufen und übernimmt dort bald die Leitung der Abteilung für Minderheiten; im Juli 1935 wird er Leiter der politischen Abteilung, des dritthöchsten Postens der jugoslawischen Diplomatie.
1939 wurde Andrić Mitglied der Serbisch-königlichen Akademie und im gleichen Jahr außerordentlicher Gesandter des Königreichs Jugoslawien im Deutschen Reich. Unter seiner Leitung wurde 1940 das neu erbaute Gebäude der Jugoslawischen Gesandtschaft in Berlin bezogen. In dieser Zeit ging er bei Carl Schmitt ein und aus. 1941 ersuchte er um seine Abberufung als Botschafter Jugoslawiens im Deutschen Reich, musste aber noch als offizieller Repräsentant Jugoslawiens dem Dreimächteabkommen vom 25. März in Wien beiwohnen. Nach der Bombardierung Belgrads am 7. April bot ihm die deutsche Regierung die Ausreise in die Schweiz an. Nach der Internierung des Personals der jugoslawischen Botschaft und der Konsulate am Bodensee vom 7. April bis zum 31. Mai 1941 zog er es aber vor, nach Belgrad zurückzukehren. Dort schied er aus dem diplomatischen Dienst aus und arbeitete zurückgezogen an seinen großen Romanen.
Nach dem Zweiten Weltkrieg wurde Andrić Vorsitzender des jugoslawischen Schriftstellerverbandes, Abgeordneter des jugoslawischen Parlaments und später Filmzensor. 1954 wurde er Mitglied im Bund der Kommunisten Jugoslawiens und unterzeichnete als erster das Abkommen von Novi Sad über die serbokroatische Sprache. 1958 heiratete er seine langjährige Lebensgefährtin Milica Babić-Jovanović, mit der er bis zu ihrem Tod 1968 zusammenlebte. Nachdem er bereits vorher oft als Favorit gehandelt worden war, anfangs noch gemeinsam mit Miroslav Krleža, erhielt Andrić schließlich 1961 den Nobelpreis für Literatur „für die epische Kraft, mit der er Motive und Schicksale aus der Geschichte seines Landes gestaltet“.

## Werke

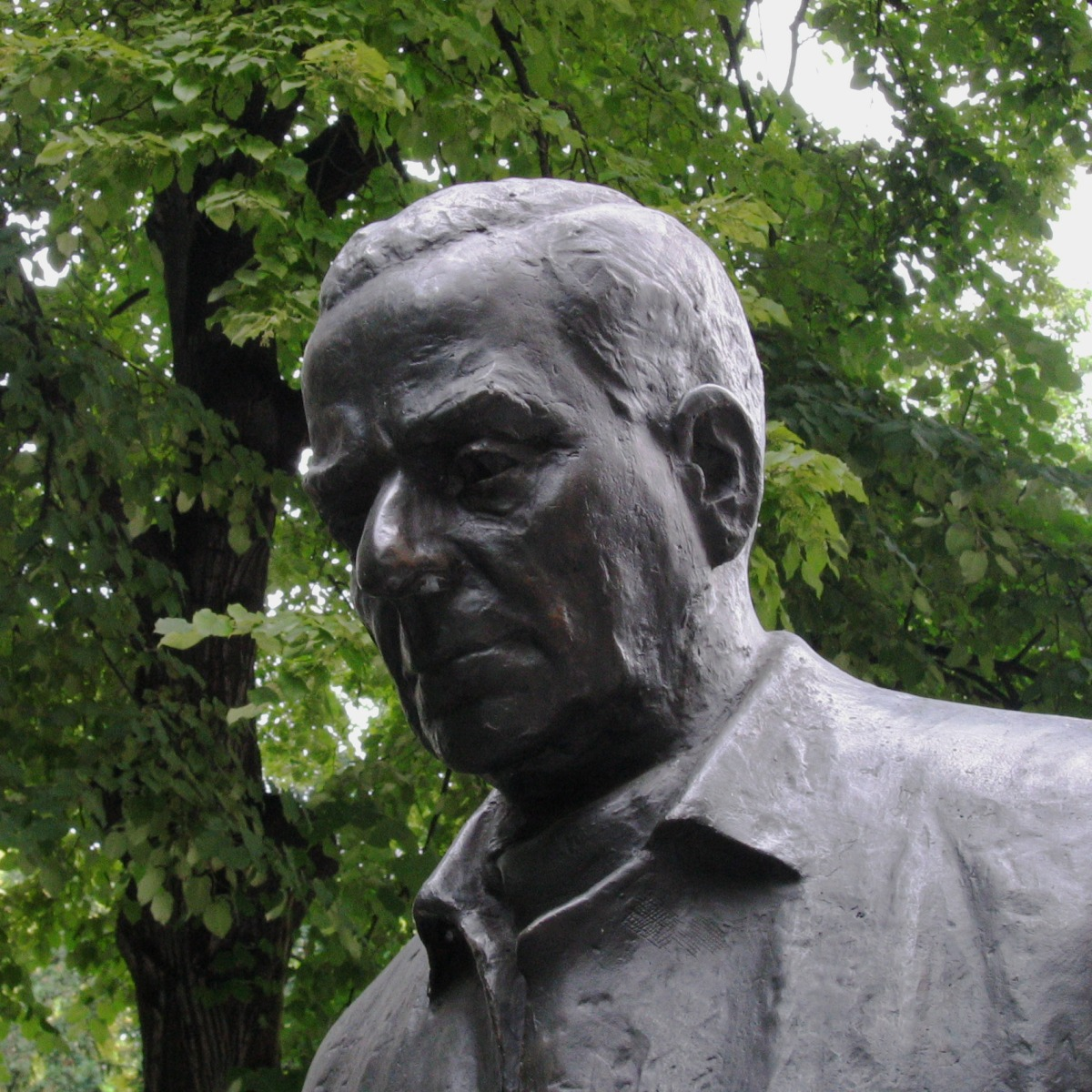
Denkmal für Ivo Andrić in Belgrad

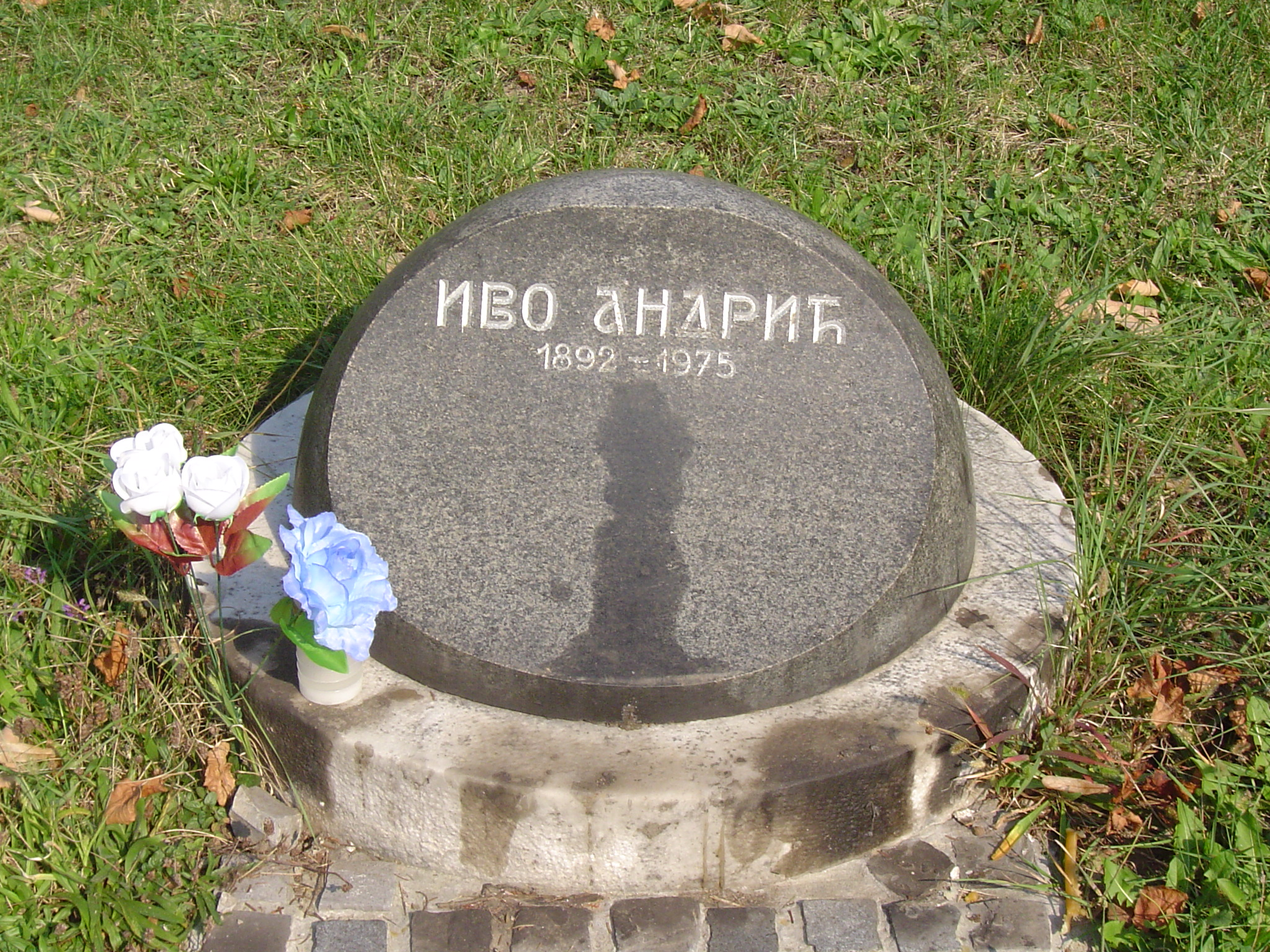
Sein Grab in Belgrad

Nach ersten Gedichten und Erzählungen wurde er durch die 1945 erschienenen Romane der „Bosnischen Trilogie“ weltberühmt (Na Drini ćuprija, Gospođica und Travnička hronika). Besonders der unter dem deutschen Titel Die Brücke über die Drina erschienene Roman trug dazu bei. In seinen Romanen und Erzählungen befasst er sich vor allem mit dem bosnischen Leben und bosnischer Geschichte sowie mit dem Nebeneinander von Orient und Okzident. Seine politische Haltung drückt sich in seinen Werken aus, er war ein Anhänger des jugoslawischen multiethnischen Staatsgedankens, stellte aber andererseits gerade die Problematik des Zusammenlebens verschiedener Kulturen dar. Auch nach dem Zweiten Weltkrieg stellte er sich in den Dienst des – jetzt sozialistischen – jugoslawischen Staates.
Er arbeitete an den wichtigsten Zagreber Zeitschriften literarischer Art wie z. B. Savremenik (Zeitgenosse) und Hrvatska njiva (Kroatisches Feld). Andrić schrieb für Zeitungen und übersetzte. Außerdem erschienen in Zagreb seine ersten Bücher: 1918 Ex Ponto; 1920 Nemiri (Unruhen).
- Ex ponto, Prosa 1918 (dt. Ex Ponto, 2012, Übersetzung: Gero Fischer)
- Nemiri, Prosa 1920 (dt. Unruhen, 2012, Übersetzung: Gero Fischer)
- Put Alije Đerzeleza, Erzählung 1920 (dt. Der Weg des Alija Djerzelez, 1947)
- Die Entwicklung des geistigen Lebens in Bosnien unter der Einwirkung der türkischen Herrschaft. Dissertation. Universität Graz, Graz 1924 (Neuausgabe Wieser Verlag, Klagenfurt 2011, ISBN 978-3-85129-899-4)
  - Band 1, Band 2. (Online bei ALO).
- Most na Žepi, Erzählungen, 1925 (dt. Die Brücke über die Zepa, 1963)
- Anikina Vremena, 1931 (dt. Anikas Zeiten)
- Portugal, zelena zemlja, 1931
- Gedichte, dt. in: Kroatische Dichtung, 1933
- Španska stvarnost i prvi koraci u njoj, 1934
- Razgovor sa Gojom, Essay 1936 (dt. Goya 1962)
- Die Novellen, dt. Wien 1939
- In der Klosterherberge; dt. in: Kroatische und bosnische Novellen, Wien 1940
- Na Drini ćuprija, Roman 1945 (dt. Die Brücke über die Drina, 1953)
  - Die Brücke über die Drina : eine Chronik aus Višegrad. Roman, Dt. von Ernst E. Jonas. Überarb. von Katharina Wolf-Grießhaber. Mit einem Nachw. von Karl-Markus Gauß, Zsolnay, Wien 2011, ISBN 978-3-552-05523-0.
- Gospođica, Roman 1945 (dt. Das Fräulein, 1958)
- Travnička hronika, Roman 1945 (dt. Wesire und Konsuln, 1961, Platz 1 der Spiegel-Bestsellerliste vom 13. bis zum 19. Dezember 1961)
- Na Nevskom prospektu, 1946
- Na kamenu, u Počitelju
- Zlostavljanje, 1950 (dt. Die Misshandlung)
- Priča o vezirovom slonu, 1948 (dt. Der Elefant des Wesirs)
- Prokleta avlija, Novelle 1954 (dt. Der verdammte Hof, 1957)
- Igra, 1956
- Aska i vuk, 1960 (dt. Aska und der Wolf, 1983)
- O priči i pričanju, beseda povodom dodele Nobelove nagrade, 1961
- Gesichter. dt. Erzählungen, 1962
- Sämtliche Erzählungen in 3 Bänden, dt. 1962–1964
- Jelena žena koje nema, Erzählungen 1963 (dt. Jelena, 1967)
- Die Männer von Veletovo. dt. Erzählungen 1963
- Ljubav u kasabi, 1963 (dt. Liebe in einer kleinen Stadt. Jüdische Geschichten aus Bosnien)
- Die Geliebte des Veli Pascha. dt. Novellen 1964
- Priče iz detinjstva, 1967 (dt. Geschichten aus der Kindheit)
- Die Frau auf dem Stein. dt. Erzählungen 1967
- Eseji i kritike, 1976 (dt. Essays und Kritiken)
- Znakovi pored puta, 1976 (dt. Wegzeichen, 1982)
- Šta sanjam i šta mi se događa, lirske peme koje su objavljene posthumno 1918
- Omerpaša Latas, posthum 1977 (dt. Omer-Pascha Latas, 1979)
- Na sunčanoj strani, Roman, posthum
- Das Haus in der Einsamkeit dt. 1987
- Buffet Titanic. Erzählungen. dt. Wieser, Klagenfurt 1995, ISBN 978-3-85129-757-7.
- Die verschlossene Tür. Erzählungen. Dt. Zsolnay, Wien 2003, ISBN 978-3-552-05262-8.
- Lyrik und lyrische Prosa. Ex Ponto. Dt. von Miloš Okuka und Gero Fischer. Wieser, Klagenfurt 2012, ISBN 978-3-99029-010-1.
- Insomnia. Dt. von Michael Martens. Zsolnay, Wien 2020, ISBN 978-3-552-05973-3.

## Ehrungen
Abgesehen vom Nobelpreis 1961, erhielt Andrić zahlreiche Ehrungen durch den jugoslawischen Staat. Er ist der weltweit bekannteste und am meisten übersetzte Autor der südslawischen Literaturen (Übersetzungen in 40 Sprachen). Heute wird Andrić sowohl von Serbien als auch von Bosnien-Herzegowina und Kroatien geehrt, obwohl sein politisches Wirken auch umstritten ist. Neben Straßenbenennungen, Denkmälern, Briefmarkenausgaben und anderen Ehrungen ist ihm in Belgrad ein Museum gewidmet. Die Ivo-Andrić-Stiftung betreibt es, die auch seit dem Todesjahr des Autors jährlich den Andrić-Preis an zeitgenössische serbischsprachige Autoren vergibt.
Eine vom Postdienst der Republika Srpska im Dezember 2011 herausgegebene Briefmarke zum 50. Jahrestag der Nobelpreisverleihung mit dem Porträt Andrics sorgte für einen Eklat, weil darauf der Name des Gesamtstaats Bosnien-Herzegowina unterschlagen wurde. Nach dem Verbot der Marke durch die UNO-Verwaltung vervielfachte sich ihr Preis.
In Višegrad entstand auf Initiative des Filmregisseurs Emir Kusturica der idealisierte Nachbau einer mittelalterlichen serbischen Stadt unter dem Namen Andrićgrad. In deren Zentrum wurde am 28. Juni 2012, dem Vidovdan, ein Denkmal für Ivo Andrić eingeweiht. Das Projekt wird insbesondere von der bosniakischen Volksgruppe in Bosnien und Herzegowina kritisiert, da es eine einseitige serbische Geschichtsdarstellung manifestiere.

### Ausländische Orden
- Orden Polonia Restituta, 1937
- Großkreuz des Ordens der Krone von Italien, 1937
- Großkreuz des deutschen Adlerordens, 1937
- Orden des Großoffiziers der französischen Ehrenlegion, 1937

### Jugoslawische Orden
- St.-Sava-Orden, 1938
- Orden der Volksrepublik Jugoslawien Für Verdienste um das Volk, 1952
- Orden der Republik mit goldenem Kranz, 1962
- Orden Held der Sozialistischen Arbeit, 1972

## Verfilmungen
- Das Fräulein (ARD/BR vom 20. Dezember 1980), deutsch-jugoslawische Koproduktion mit Heidelinde Weis in der Titelrolle, Regie führte Vojtěch Jasný